# Pseudovirgulina
Pseudovirgulina es un género de foraminífero bentónico considerado un sinónimo posterior de Stainforthia de la familia Stainforthiidae, de la superfamilia Turrilinoidea, del suborden Buliminina y del orden Buliminida. Su especie tipo era Pseudovirgulina solignaci. Su rango cronoestratigráfico abarcaba desde el Thanetiense (Paleoceno superior) hasta el Ypresiense (Eoceno inferior).

## Discusión
Clasificaciones previas incluían Pseudovirgulina en el suborden Rotaliina del orden Rotaliida.

## Clasificación
Pseudovirgulina incluía a las siguientes especies:
- Pseudovirgulina alimensis †
- Pseudovirgulina gafsensis †, aceptada como Stainforthia gafsensis
- Pseudovirgulina matteii †, aceptada como Stainforthia mattei
- Pseudovirgulina solignaci †, aceptada como Stainforthia solignaci